# Miss Lara
El Miss Lara, es un concurso de belleza, cuya finalidad es escoger y preparar la representante de este estado para el Miss Venezuela; además para la participación de sus candidatas a nivel Internacional.
Cabe mencionar, que las candidatas son designadas directamente por la organización Miss Venezuela, . No obstante, las candidatas seleccionadas para portar esta banda, representan el estado con gran pundonor, con el fin de dejar en alto el nombre de su gente bella y luchadora.

## Miss Lara en el Miss Venezuela
La primera reina de esta entidad fue Yolanda Gil García, Miss Lara 1952. En el 2015, Mariam Habach Santucci, es la actual Soberana que ostenta el título de Miss Lara.
Color Clave
- Ganador
- Finalistas
- Semi Finalistas

| Miss Lara | Candidata                            | Edad          | Procedencia   | Colocación                  | Premios                    |               |
| --------- | ------------------------------------ | ------------- | ------------- | --------------------------- | -------------------------- | ------------- |
| 1952      | Yolanda Gil García                   | S/D           |               | No figuró                   |                            |               |
| 1953      | Bertha D`Lima                        | S/D           |               | No figuró                   |                            |               |
| 1954      | No se celebró                        | No se celebró | No se celebró | No se celebró               | No se celebró              | No se celebró |
| 1955      | Vacante                              | Vacante       | Vacante       | Vacante                     | Vacante                    | Vacante       |
| 1956      | Fanny Torrealba                      | S/D           |               | No figuró                   |                            |               |
| 1957      | Bertha Gisela Dávila                 | 17            | Barquisimeto  | 2º Lugar (1.ª Finalista)    |                            |               |
| 1958      | Vacante                              | Vacante       | Vacante       | Vacante                     | Vacante                    | Vacante       |
| 1959      | No se celebró                        | No se celebró | No se celebró | No se celebró               | No se celebró              | No se celebró |
| 1960      | Vacante                              | Vacante       | Vacante       | Vacante                     | Vacante                    | Vacante       |
| 1961      | Elvira Pacheco Vivas                 | S/D           |               | No figuró                   |                            |               |
| 1962      | Nora Belisa Riera Jiménez            | S/D           |               | No figuró                   |                            |               |
| 1963      | Amanda Peñalver                      | S/D           |               | No figuró                   |                            |               |
| 1964      | Marlene Veracoechea                  | S/D           |               | No figuró                   |                            |               |
| 1965      | Marisol Escalona Abreu               | S/D           |               | No figuró                   |                            |               |
| 1966      | Maria Mercedes Zambrano Ramos        | S/D           |               | 5º Lugar (4.ª Finalista)    |                            |               |
| 1967      | Bertha Piña Montes                   | S/D           |               | No figuró                   |                            |               |
| 1968      | Nancy Piña Montes                    | S/D           |               | No figuró                   |                            |               |
| 1969      | Sonia De Lima Camacho                | S/D           |               | No figuró                   |                            |               |
| 1970      | Vacante                              | Vacante       | Vacante       | Vacante                     | Vacante                    | Vacante       |
| 1971      | Laly Matheus                         | S/D           |               | No figuró                   |                            |               |
| 1972      | Vacante                              | Vacante       | Vacante       | Vacante                     | Vacante                    | Vacante       |
| 1973      | Vacante                              | Vacante       | Vacante       | Vacante                     | Vacante                    | Vacante       |
| 1974      | Jenny Pineda Montoya                 | S/D           |               | No figuró                   |                            |               |
| 1975      | Yubisay Pacheco Villavicencio        | S/D           |               | No figuró                   |                            |               |
| 1976      | Maria Genoveva Rivero Giménez        | 19            |               | 3º Lugar (2.ª Finalista)    |                            |               |
| 1977      | Betty Paredes                        | S/D           |               | 4º Lugar (3.ª Finalista)    |                            |               |
| 1978      | Concetta Liliana Mantione Rizzo      | 18            |               | 4º Lugar (Miss Young Inter) |                            |               |
| 1979      | Vacante                              | Vacante       | Vacante       | Vacante                     | Vacante                    | Vacante       |
| 1980      | María Xavier -Maye- Brandt Angulo    | 19            | Caracas       | Miss Venezuela 1980         |                            |               |
| 1981      | Úrsula Elena Remien Schuchard        | 21            |               | No figuró                   |                            |               |
| 1982      | Sondra Elena Carpio Useche           | 19            |               | 6º Lugar (5.ª Finalista)    |                            |               |
| 1983      | Dalia Di Filippo Linares             | S/D           |               | 7º Lugar (6.ª Finalista)    |                            |               |
| 1984      | Esther Querales Pérez                | S/D           |               | No figuró                   |                            |               |
| 1985      | Fulvia Torre Mattioli                | S/D           |               | 6º Lugar (5.ª Finalista)    |                            |               |
| 1986      | Laura Schettini Fanelli              | 22            |               | No figuró                   |                            |               |
| 1987      | Mónica Figueredo                     | S/D           |               | No figuró                   |                            |               |
| 1988      | Joanne Goiri González                | 21            |               | 8º Lugar (2.ª Finalista)    |                            |               |
| 1989      | Eva Lisa Larsdotter Ljung            | 18            | Barquisimeto  | Miss Venezuela 1989         |                            |               |
| 1990      | Beycis Oscarina Terán Puerta         | 21            |               | No figuró                   |                            |               |
| 1991      | Carolina Motta Michelena             | S/D           |               | No figuró                   | Miss Simpatía y Amistad    |               |
| 1992      | María Fernanda Briceño               | S/D           |               | No figuró                   |                            |               |
| 1993      | Igoa Aizpúrua Larrañaga              | 17            |               | No figuró                   |                            |               |
| 1994      | Maria Fabiola Colmenares Rodríguez   | 20            | Barquisimeto  | No figuró                   |                            |               |
| 1995      | Zoraya Paola Villareal Mendoza       | 21            | Barquisimeto  | 5º Lugar (2.ª Finalista)    |                            |               |
| 1996      | Adelaida Pifano Freitez              | 19            | Barquisimeto  | 4º Lugar (Nstra Bllza Vzla) |                            |               |
| 1997      | Adriana Elena Bustillos Fernández    | 21            | Caracas       | No figuró                   |                            |               |
| 1998      | Andreína Beatriz Sastre Montoya      | 21            | Barquisimeto  | No figuró                   |                            |               |
| 1999      | Deyrim Alejandra Rivas Grimontt      | 19            | Barquisimeto  | No figuró                   |                            |               |
| 2000      | Felisa Elena Gómez Perdomo           | 22            | Barquisimeto  | No figuró                   | El rostro más bello        |               |
| 2001      | Carmen Amelia Sánchez Colmenares     | 22            | Barquisimeto  | No figuró                   |                            |               |
| 2002      | Karelit Coromoto Yépez Morillo       | 21            | Barquisimeto  | No figuró                   |                            |               |
| 2003      | Ana Karina Añez Delgado              | 18            | Barquisimeto  | Miss Venezuela 2003         | Miss Elegancia             |               |
| 2004      | Emmarys Diliana Pinto Peralta        | 18            | Araure        | Top 10                      | La Sonrisa más Bella       |               |
| 2005      | Jennifer Johanna Schell Dorante      | 20            | Barquisimeto  | No figuró                   |                            |               |
| 2006      | Aynar Alejandra Aristigueta Herrera  | 22            | Barquisimeto  | No figuró                   |                            |               |
| 2007      | María Gabriela Garmendia Sandoval    | 21            | Barquisimeto  | No figuró                   |                            |               |
| 2008      | Nusat del Valle Durán Pérez          | 20            | Tovar         | No figuró                   |                            |               |
| 2009      | Yoli Rosangel Sevilla Campos         | 18            | San Felipe    | No figuró                   |                            |               |
| 2010      | María José Zavarce Alvarado          | 18            | Barquisimeto  | No figuró                   | Miss Elegancia             |               |
| 2011      | Carla Rumaría Rodrigues De Flaviis   | 19            | Barquisimeto  | Top 10                      |                            |               |
| 2012      | Vicmary Alejandra Rivero Rodríguez   | 19            | Barquisimeto  | No figuró                   | Sonrisa más Linda          |               |
| 2013      | María Laura Verde Hernández          | 22            | Barquisimeto  | Top 10                      | Miss Amistad               |               |
| 2014      | Julibell Cristina Alvarado Piñero    | 22            | Barquisimeto  | No figuró                   | Miss Figura                |               |
| 2015      | Mariam Habach Santucci               | 19            | El Tocuyo     | Miss Venezuela 2015         | Miss Belleza Integral      |               |
| 2016      | Hielimar Elizabeth Sargó de Marchi   | 23            | San Felipe    | No figuró                   |                            |               |
| 2017      | Giuliana Valentina Lombardi Camacho  | 18            | Barquisimeto  | No figuró                   | Miss Piernas de Venus      |               |
| 2018      | Claudia Sofía Villavicencio Carrillo | 22            | Caracas       | No figuró                   |                            |               |
| 2019      | Verónica Carolina Dugarte Riera      | 22            | Barquisimeto  | Top 10                      | Miss Glamour               |               |
| 2020      | Jhosskaren Smiller Carrizo Orozco    | 25            | Barquisimeto  | Top 10                      | Miss Glamour               |               |
| 2021      | Victoria Valentina Vargas Cardoza    | 21            | Barquisimeto  | No figuró                   | Miss Sonrisa               |               |
| 2022      | Zaren Belén Loyo Perdomo             | 26            | Barquisimeto  | No figuró                   |                            |               |
| 2023      | Mariam Samira Habach Wahbi           | 28            | Barquisimeto  | No figuró                   | Miss Perfume de la Belleza |               |
| 2024      | Valeska Michelle Alvarado Gómez      | 20            | Barquisimeto  | No figuró                   |                            |               |

## Miss Lara a Nivel Internacional
Varias candidatas del estado Lara lograron participar a nivel internacional como representantes de Venezuela.
| Año  | Candidata                          | Participó                              | Sede                                | Colocación    |
| ---- | ---------------------------------- | -------------------------------------- | ----------------------------------- | ------------- |
| 1976 | Maria Genoveva Rivero Giménez      | Miss Mundo 1976                        | Londres, Reino Unido                | Semifinalista |
| 1978 | Concetta Liliana Mantione Rizzo    | Miss Teenage Intercontinental 1978     | Oranjestad, Aruba                   | No Figuró     |
| 1978 | Concetta Liliana Mantione Rizzo    | Miss Young International 1978          | Tokio, Japón                        | No Figuró     |
| 1980 | María Xavier -Maye- Brandt Angulo  | Miss Universo 1980                     | Seúl, Corea del Sur                 | No Figuró     |
| 1982 | Sondra Elena Carpio Useche         | Miss Teen Intercontinental 1982        | Cartagena, Colombia                 | Semifinalista |
| 1985 | Fulvia Torre Mattioli              | Miss América Latina 1985               | Miami Beach, Estados Unidos         | Semifinalista |
| 1985 | Fulvia Torre Mattioli              | Reina Costa Internacional 1985         | San José, Costa Rica                | Ganadora      |
| 1987 | Mónica Figueredo                   | Srta. Independencia de América         | Tegucigalpa, Honduras               | 4.ª Finalista |
| 1988 | Joanne Goiri González              | Reinado Internacional del Banano 1985  | Machala, Ecuador                    | 4.ª Finalista |
| 1988 | Joanne Goiri González              | Madre e Hija Internacional 1988        | Mangilao, Guam                      | 3.ª Finalista |
| 1988 | Joanne Goiri González              | Miss All Nations 1989                  | Bangkok, Tailandia                  | Semifinalista |
| 1989 | Eva Lisa Larsdotter Ljung          | Miss Universo 1989                     | Cancún, México                      | Semifinalista |
| 1989 | Eva Lisa Larsdotter Ljung          | Miss Globo 1989                        | Foça, Turquía                       | 2.ª Finalista |
| 1995 | Zoraya Paola Villarreal Mendoza    | Nuestra Belleza Internacional 1995     | Miami, Estados Unidos               | 3.ª Finalista |
| 1995 | Zoraya Paola Villarreal Mendoza    | Srta. America Internacional 1995       | San Salvador, El Salvador           | 2.ª Finalista |
| 1995 | Zoraya Paola Villarreal Mendoza    | Reinado Internacional de Folklore 1996 | Ibagué, Colombia                    | 2.ª Finalista |
| 2002 | Karelit Coromoto Yépez Morillo     | Miss Model of the World 2002           | Estambul, Turquía                   | 4.ª Finalista |
| 2003 | Ana Karina Añez Delgado            | Miss Universo 2004                     | Quito, Ecuador                      | No Figuró     |
| 2004 | Emmarys Diliana Pinto Peralta      | Miss Intercontinental 2005             | Huangshan, China                    | Ganadora      |
| 2005 | Jennifer Johanna Schell Dorante    | Top Model of the World 2005            | Dongguan, China                     | Semifinalista |
| 2005 | Jennifer Johanna Schell Dorante    | Miss Bandera Internacional 2006        | Santo Domingo, República Dominicana | 3.ª Finalista |
| 2005 | Jennifer Johanna Schell Dorante    | Miss Bikini of The World 2007          | Antalya, Turquía                    | 3.ª Finalista |
| 2005 | Jennifer Johanna Schell Dorante    | Reina Mundial del Banano 2007          | Machala, Ecuador                    | Ganadora      |
| 2005 | Jennifer Johanna Schell Dorante    | Miss Tourism of the Millenium 2007     | Adís Abeba, Etiopía                 | Ganadora      |
| 2012 | Vicmary Alejandra Rivero Rodríguez | Miss América Latina 2014               | Punta Cana, República Dominicana    | Semifinalista |
| 2015 | Mariam Habach Santucci             | Miss Universo 2016                     | Manila, Filipinas                   | No Figuró     |